# Monstrillopsis gracilis
Monstrillopsis gracilis är en kräftdjursart som först beskrevs av Gurney 1927.  Monstrillopsis gracilis ingår i släktet Monstrillopsis och familjen Monstrillidae. Inga underarter finns listade i Catalogue of Life.